# Cathédrale du Sacré-Cœur de Tachkent
Pour les articles homonymes, voir Cathédrale du Sacré-Cœur.
La cathédrale du Sacré-Cœur-de-Jésus (en russe : Собор Святейшего Сердца Иисуса) est la cathédrale catholique de Tachkent en Ouzbékistan, et la plus grande église catholique du pays. Elle a été consacrée au Sacré-Cœur. C'est ici que se trouve le siège de l'administration apostolique d'Ouzbékistan.

## Historique
L'édifice de style néogothique a été construit en 1912 à l'initiative de la communauté catholique d'origine polonaise ou lituanienne nombreuse dans cette ville commerçante et militaire des confins de l'Empire russe. Elle était dirigée à l'époque par l'abbé Justin Bonaventure Pranaitis, puis après sa mort en 1917 par l'abbé Boleslaw Rutenis. C'est l'architecte Ludwig Paczakewicz qui est chargé du projet et qui fait appel à des ouvriers catholiques polonais qui étaient soldats de la garnison de Tachkent. Après l'arrivée des bolchéviques dans les années 1920, la construction est interrompue par manque de moyens et à cause du départ de la majorité des Polonais dans leur pays d'origine devenu indépendant. Par la suite les campagnes de persécution antireligieuse de plus en plus violentes dissuadent les paroissiens de se rendre à l'église. Finalement, elle est fermée au culte en 1925. Elle est transformée en entrepôt, en foyer, etc. Toute la décoration intérieure est détruite ainsi que le mobilier, les sculptures, les vitraux d'origine, etc.
Les autorités locales de la république socialiste soviétique d'Ouzbékistan décident de restaurer l'édifice en 1976 qui est inscrite à la liste des monuments historiques d'Ouzbékistan en 1981 et donnée au ministère de la culture de la république.
C'est en 1992, après l'indépendance du pays, que l'édifice est rendu à la communauté catholique. Sa restauration commence en 1993 sous la direction de l'architecte Sergueï Adamov et de l'ingénieur Alexandre Ponomariov. L'église est consacrée en tant que cathédrale, le 22 octobre de l'an 2000 par le nonce apostolique au Kazakhstan et en Asie centrale (de 1994 à 2001), Mgr Marian Oles.
Les messes sont actuellement célébrées en trois langues : russe, anglais et coréen.

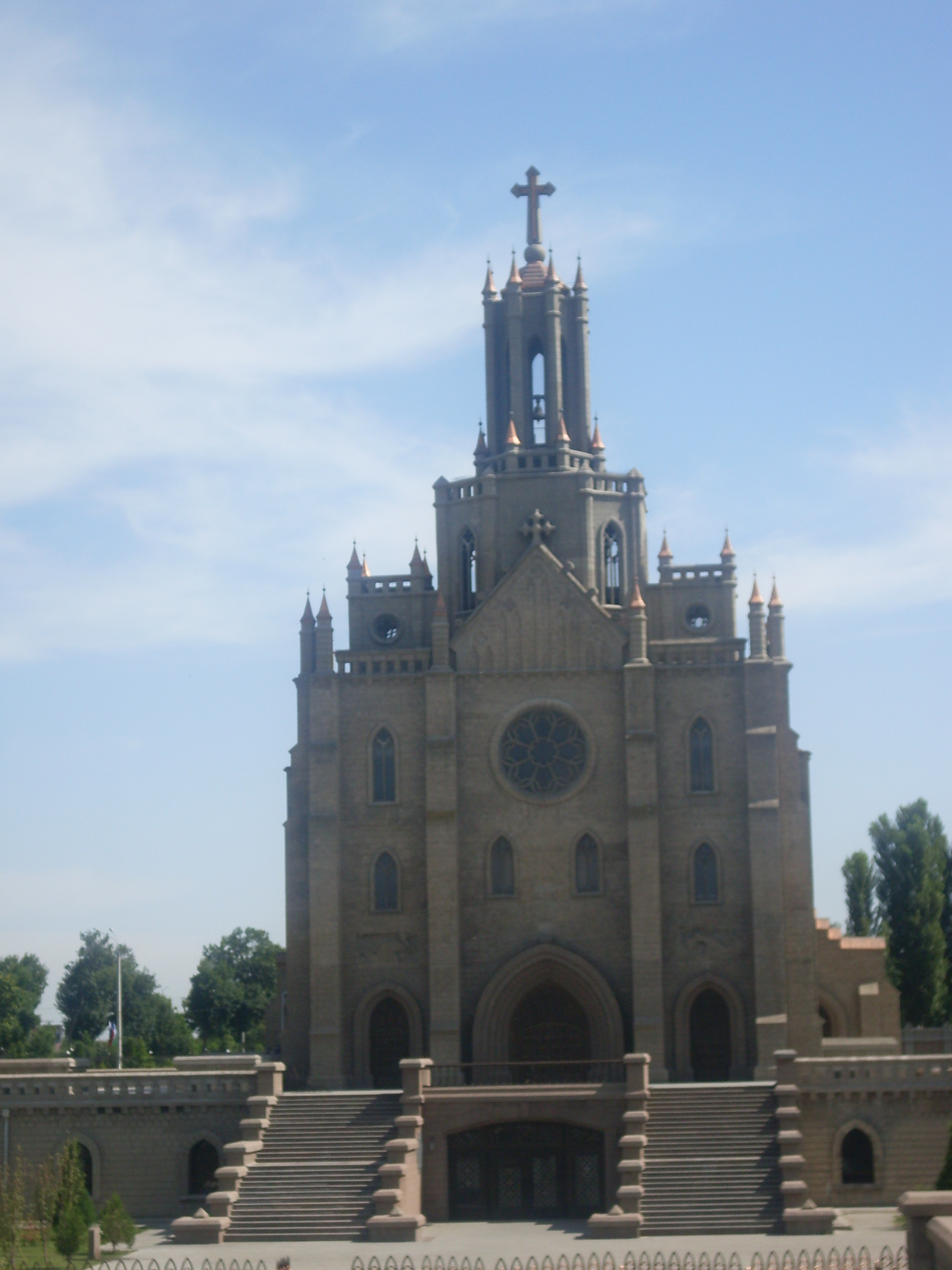
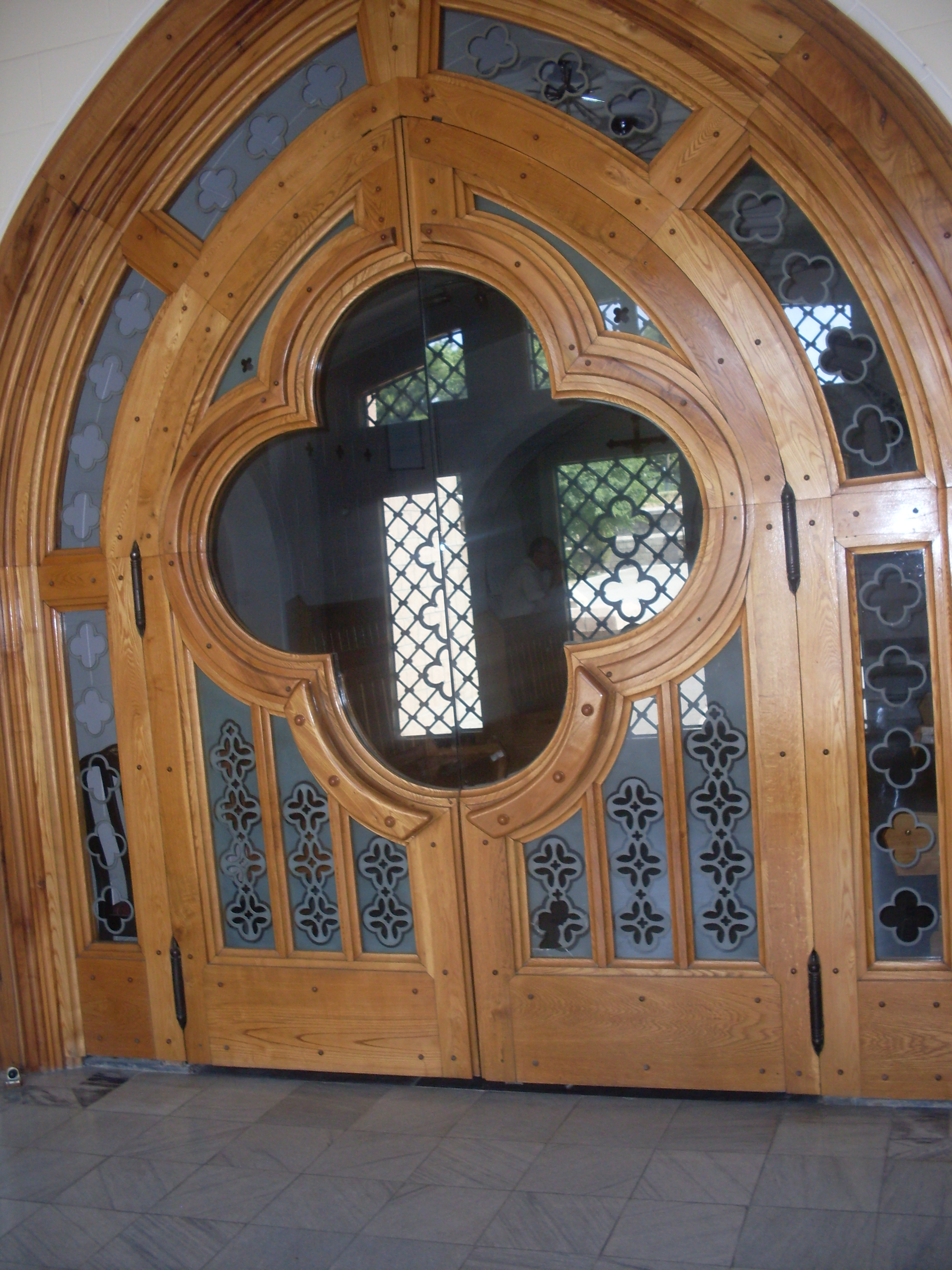
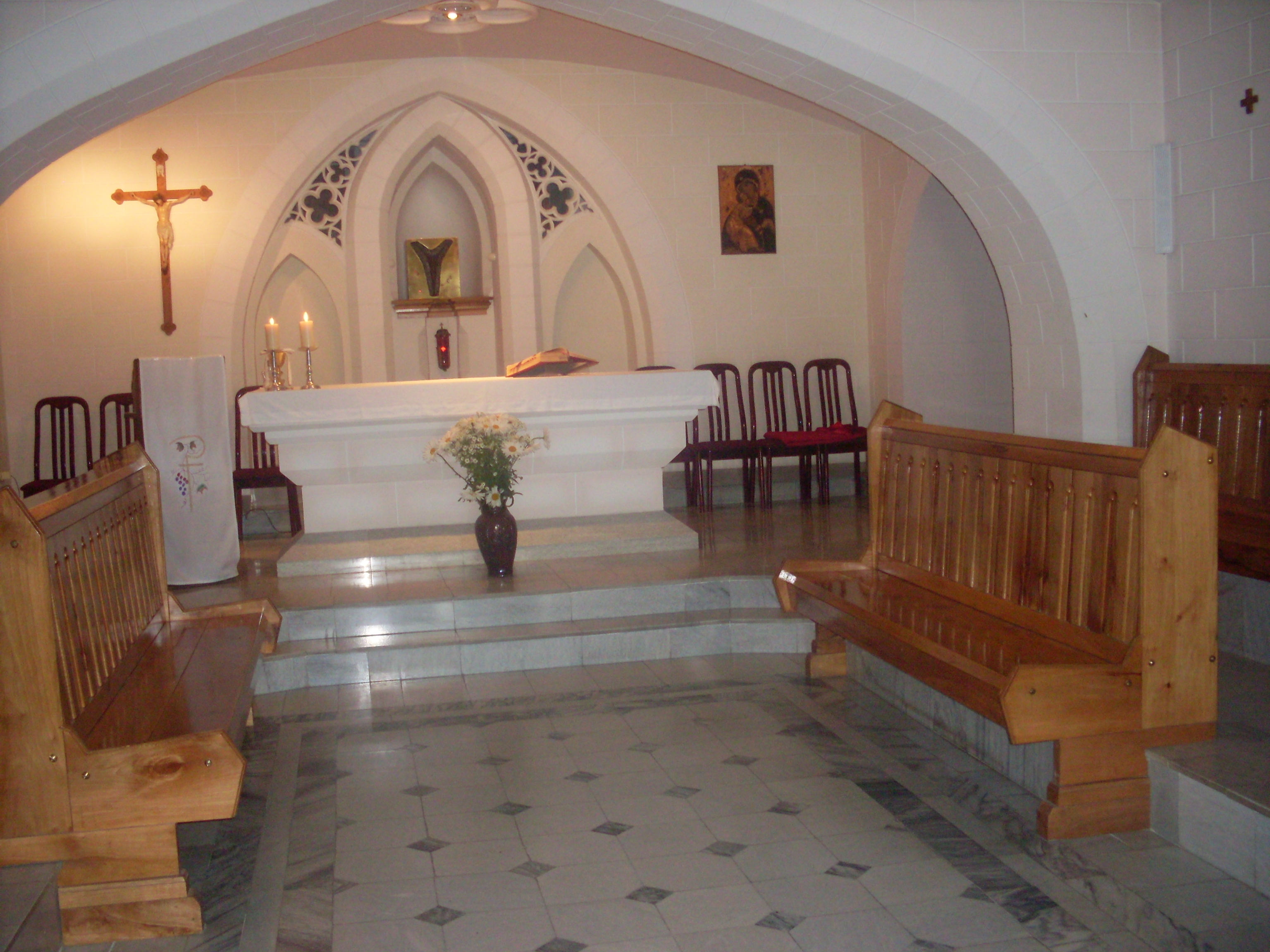
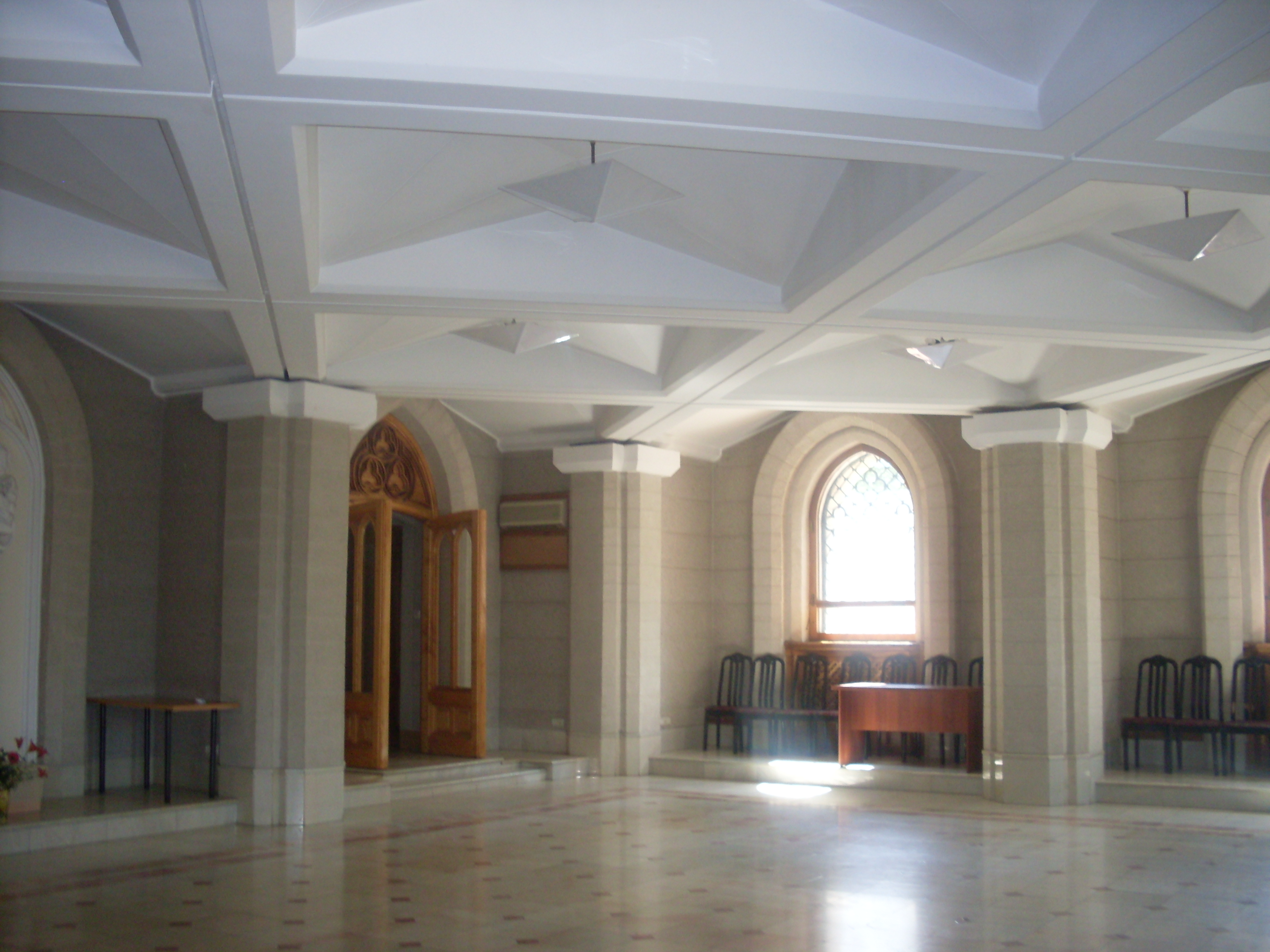
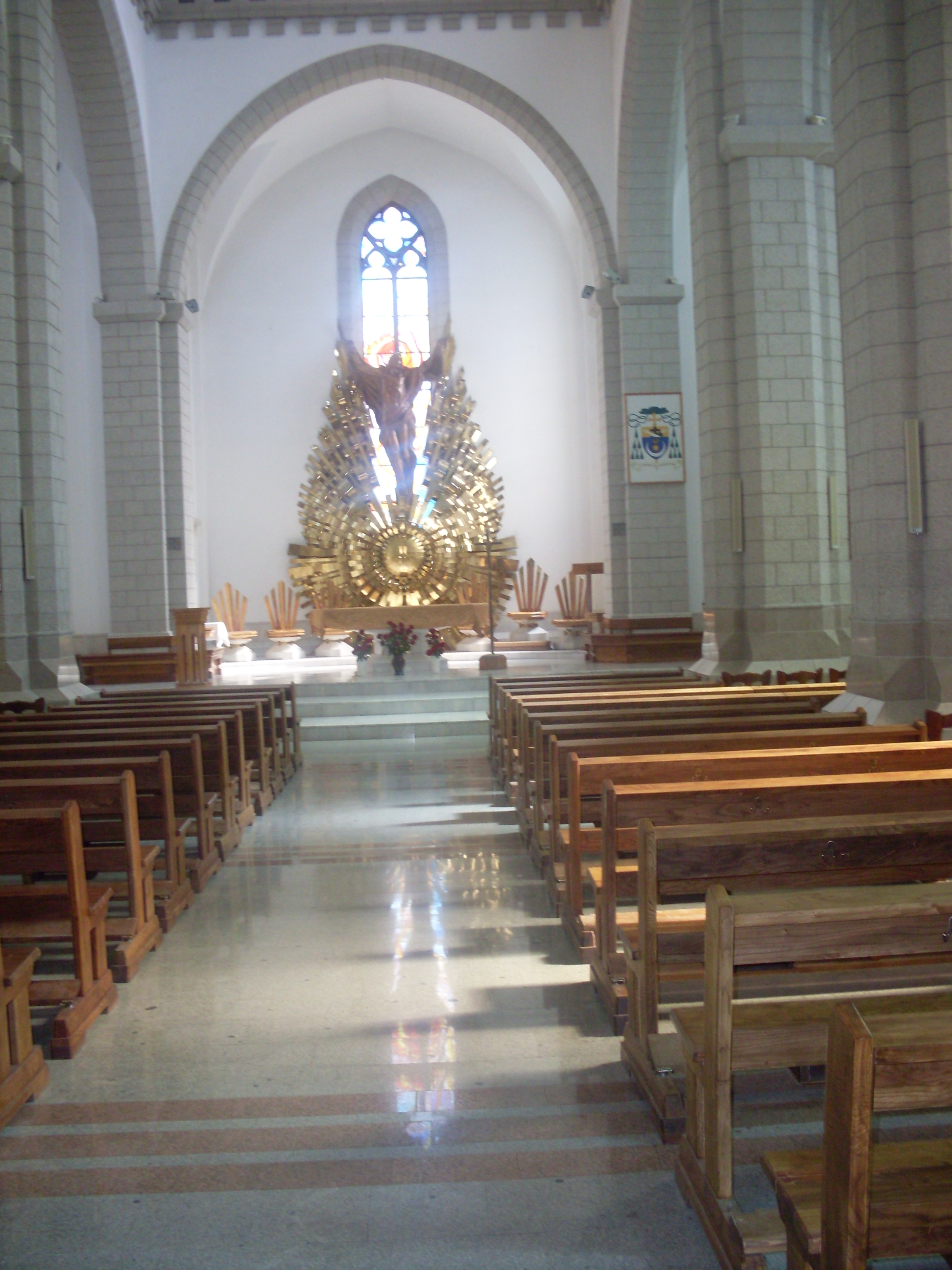
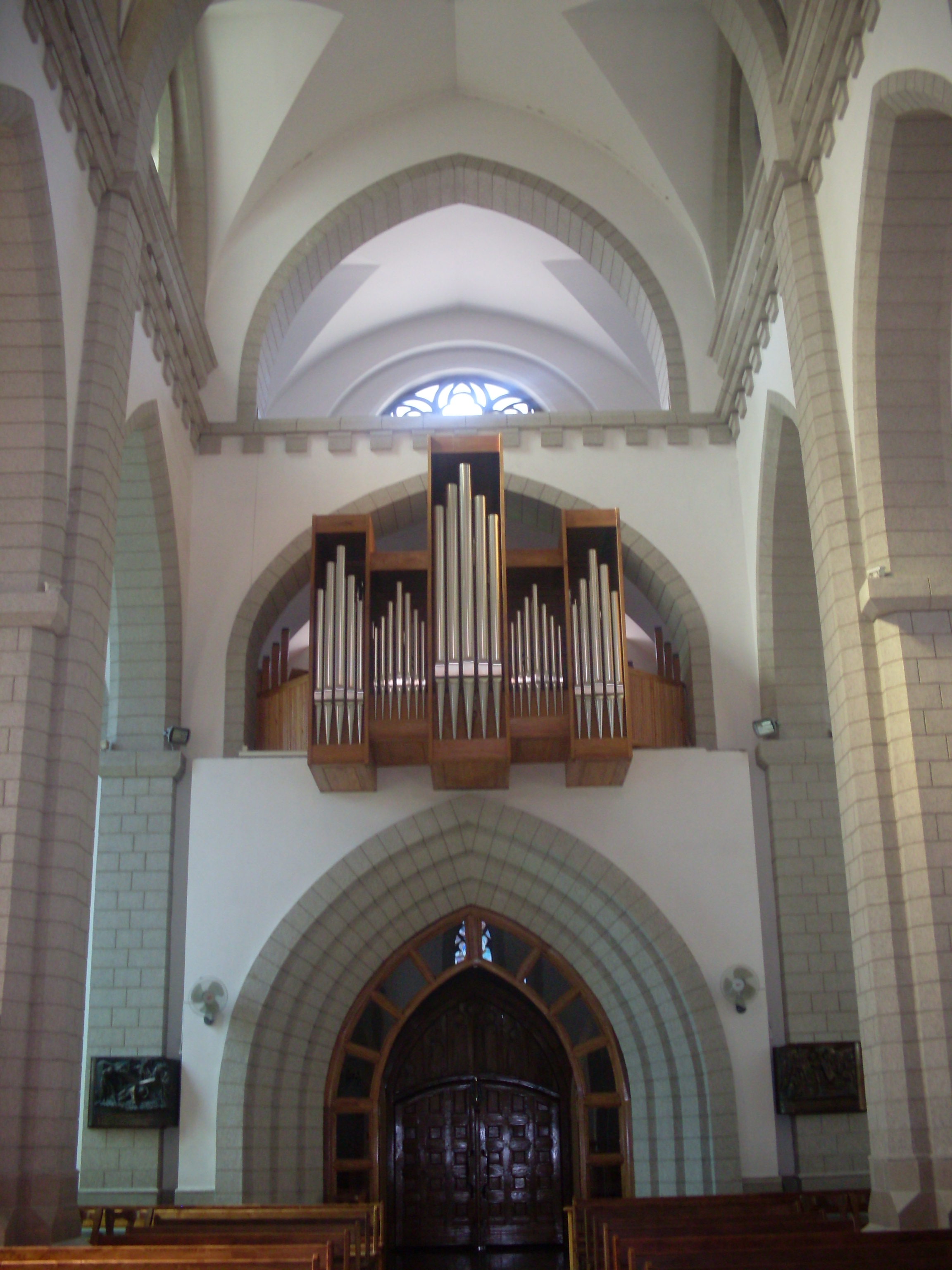